# 오가와 세이이치
오가와 세이이치(일본어: 小川 誠一, 1970년 7월 21일 ~ )는 일본의 전 축구 선수이다.

## 구단 경력
1989년 J1리그의 토요타 자동차(나고야 그램퍼스 에이트)에 입단했다. 1996년에 J리그 준우승, 1995년과 1999년 2번의 천황배 우승을 차지했다. 2000년까지 217경기에 출전하여, 4득점을 넣었다. 2000년후 현역 은퇴.